# ゲオルク・ルートヴィヒ・ヨッフム
ゲオルク・ルートヴィヒ・ヨッフム（Georg Ludwig Jochum, 1909年12月10日 - 1970年11月1日）は、ドイツの指揮者。オイゲン・ヨッフムの弟である。

## 経歴
1909年バイエルン王国バーベンハウゼン生まれ。アウクスブルクのレオポルト・モーツァルト音楽大学を経てミュンヘン音楽院に進学し、ヨゼフ・ペンバウアー、ジークムント・フォン・ハウゼッガー、ヨゼフ・ハースの各氏に師事。
1932年にミュンスター市の音楽監督に就任し、1934年にフランクフルト・ムゼウム管弦楽団の指揮者に転出した。1937年にプラウエン市の音楽監督になり、ナチスに入党。1940年にリンツ市の音楽監督になり、リンツ市立劇場およびリンツ市立管弦楽団を指揮。1943年にアドルフ・ヒトラーの命でリンツ・ブルックナー管弦楽団に改名された際には専属指揮者を務めた。
第二次世界大戦後は非ナチ化裁判を受け、1946年からデュースブルク市（デュースブルク・フィルハーモニー管弦楽団）の音楽総監督の任に当たり、その間の1948年から翌年までバンベルク交響楽団の専任指揮者を務めた。1958年にはデュースブルク音楽院の院長となったが、1968年に引退した。1970年にミュールハイム・アン・デア・ルールにて没。

## 録音と演奏について
録音の数は兄ほど多くはないが、得意としていたブルックナーの交響曲（第1、2、3、5、6、9番）などが残されており現在でも聴くことができる。